# 312 (numero)
Trecentododici è il numero naturale dopo il 311 e prima del 313.

## Proprietà matematiche
- È un numero pari.
- È un numero composto con 16 divisori: 1, 2, 3, 4, 6, 8, 12, 13, 24, 26, 39, 52, 78, 104, 156, 312. Poiché la somma dei suoi divisori (escluso il numero stesso) è 840 > 312, è un numero abbondante.
- È un numero semiperfetto in quanto pari alla somma di alcuni (o tutti) i suoi divisori.
- È un numero idoneo.
- È un numero di Harshad (in base 10), cioè è divisibile per la somma delle sue cifre.
- È un numero palindromo e un numero a cifra ripetuta nel sistema di numerazione posizionale a base 5 (2222).
- È un numero pratico.
- È parte della terne pitagoriche (25, 312, 313), (91, 312, 325), (120, 288, 312), (130, 312, 338), (234, 312, 390), (266, 312, 410), (312, 416, 520), (312, 459, 555), (312, 585, 663), (312, 640, 712), (312, 910, 962), (312, 990, 1038), (312, 1334, 1370), (312, 1505, 1537), (312, 1859, 1885), (312, 2016, 2040), (312, 2695, 2713), (312, 3034, 3050), (312, 4050, 4062), (312, 6080, 6088), (312, 8109, 8115), (312, 12166, 12170), (312, 24335, 24337).
- È un numero colombiano nel sistema numerico decimale.
- È un numero congruente.
- Nel sistema numerico decimale è divisibile per il prodotto delle sue cifre.

## Astronomia
- 312P/NEAT è una cometa periodica del sistema solare.
- 312 Pierretta è un asteroide della fascia principale del sistema solare.

## Astronautica
- Cosmos 312 è un satellite artificiale russo.